# Redeemers

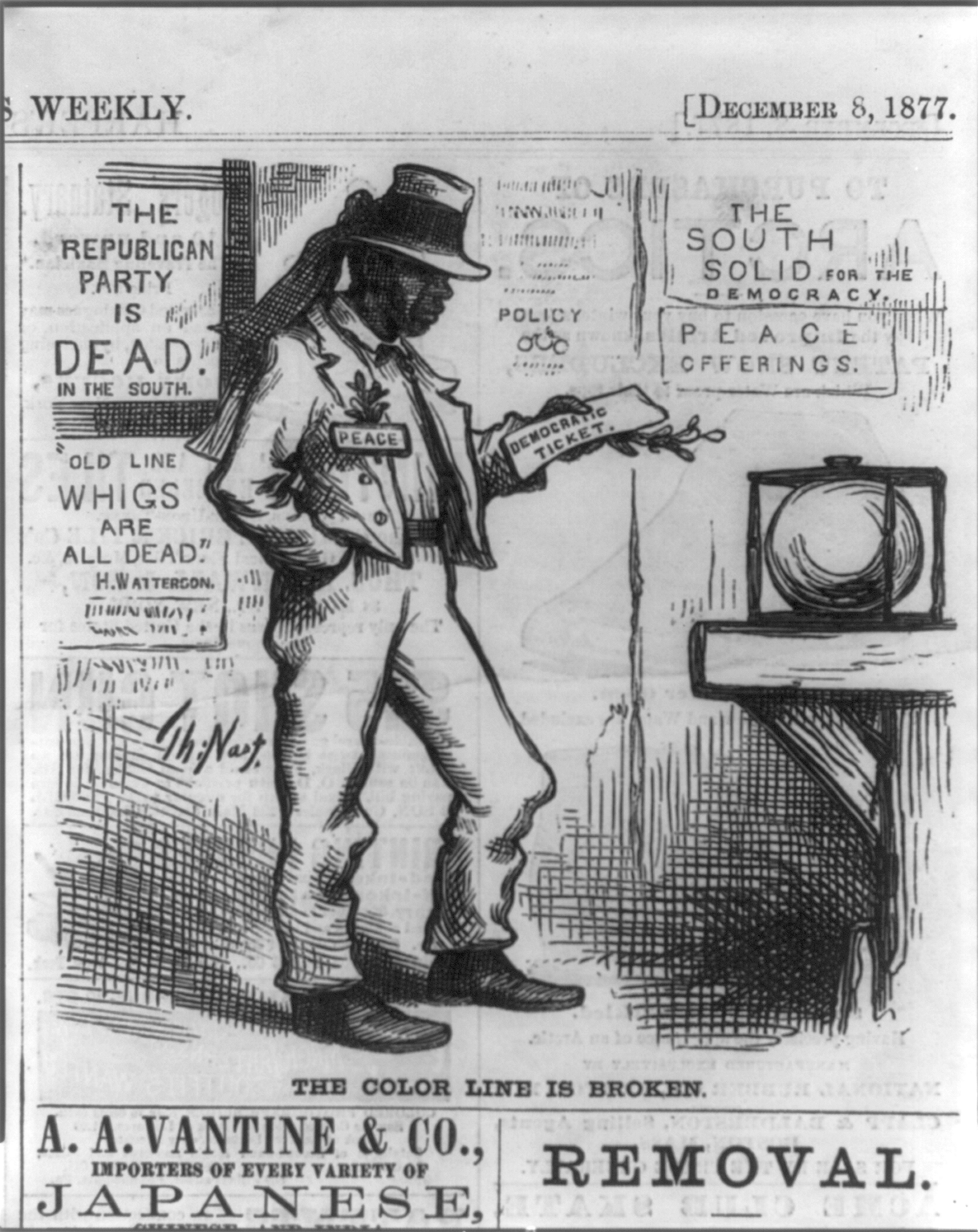
Gravure politique datant de 1877 par Thomas Nast

Les Redeemers (les Rédempteurs en français) furent une coalition dans le Sud des États-Unis durant l'ère de la Reconstruction, qui a suivi la guerre de Sécession. Ils ont cherché à imposer la suprématie blanche. Leur politique de "rédemption" visait à évincer la coalition du Parti républicain, des affranchis, des carpetbaggers et des scalawags. Ils étaient généralement dirigés par la yeomanry blanche et ils ont dominé la politique du Sud dans la plupart des régions des années 1870 à 1910.  